# Adansonia fony
Adansonia fony Baill., 1890 è un albero appartenente alla famiglia delle Malvacee (sottofamiglia Bombacoideae), endemico del Madagascar.

## Descrizione
Sono alberi caducifogli di taglia media-piccola, in genere alti 4–5 m, che tuttavia in rari casi possono raggiungere i 20 m di altezza.

Il fusto, cilindrico o a forma di bottiglia, con corteccia di colore rossastro, si riduce bruscamente di diametro a livello dei rami, disposti a corona all'apice del fusto.

Le foglie, palmate, con andamento spiraliforme, sono composte da 3–5 foglioline ellittiche, 4–6(–8) cm × 1–2 cm, con margine caratteristicamente dentato, rette da un sottile picciolo. Compaiono da novembre ad aprile.

I fiori, solitari, si sviluppano dalle ascelle foliari da febbraio ad aprile. Sono molto appariscenti e odorosi, di colore dal giallo all'arancio, e si schiudono durante la notte.

Il frutto, che giunge a maturazione tra ottobre e novembre,  è grossolanamente ovoidale, con un pericarpo legnoso, ricoperto da un fitto tomento bruno-rossastro; contiene più semi reniformi.

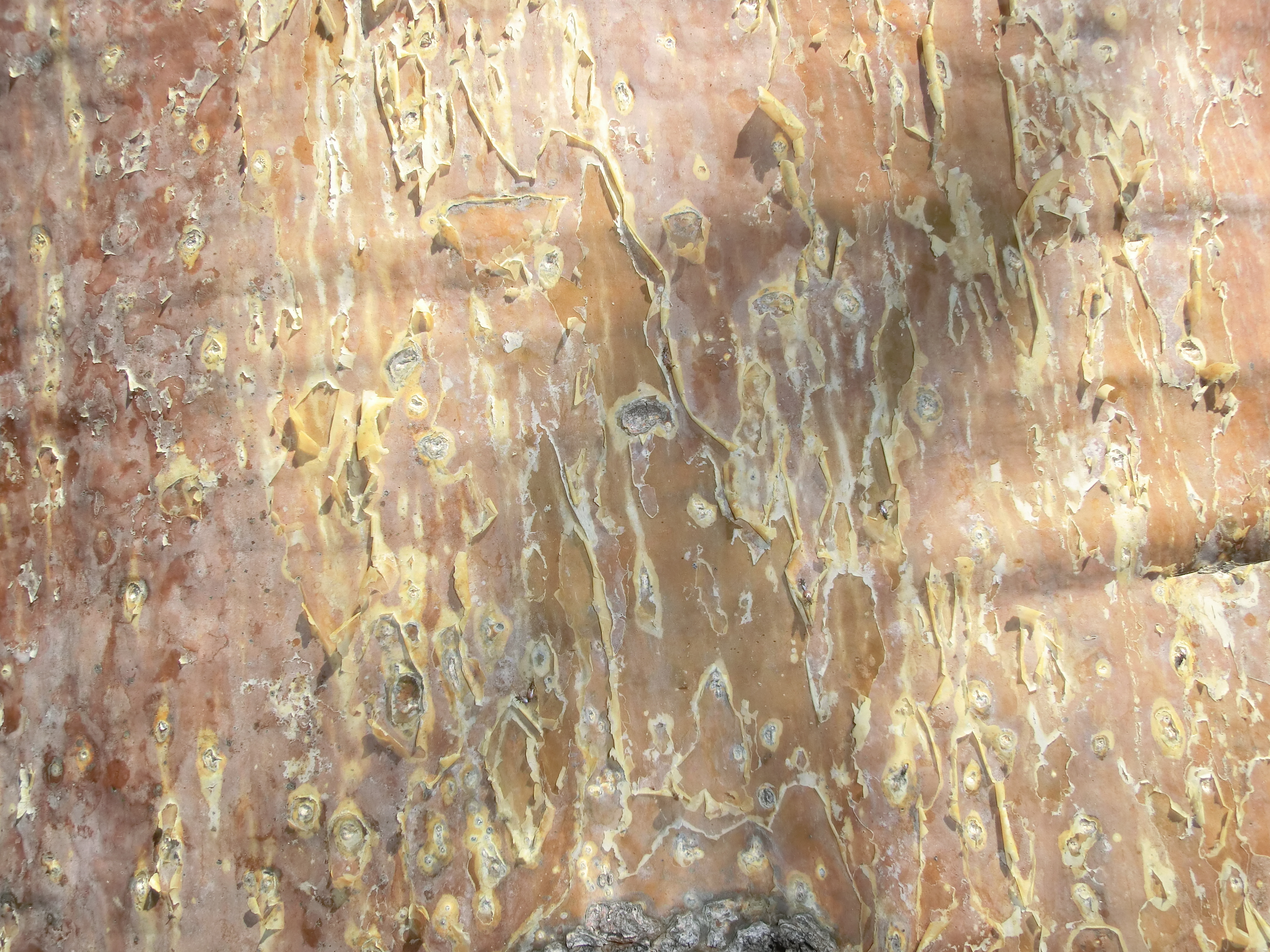
Corteccia
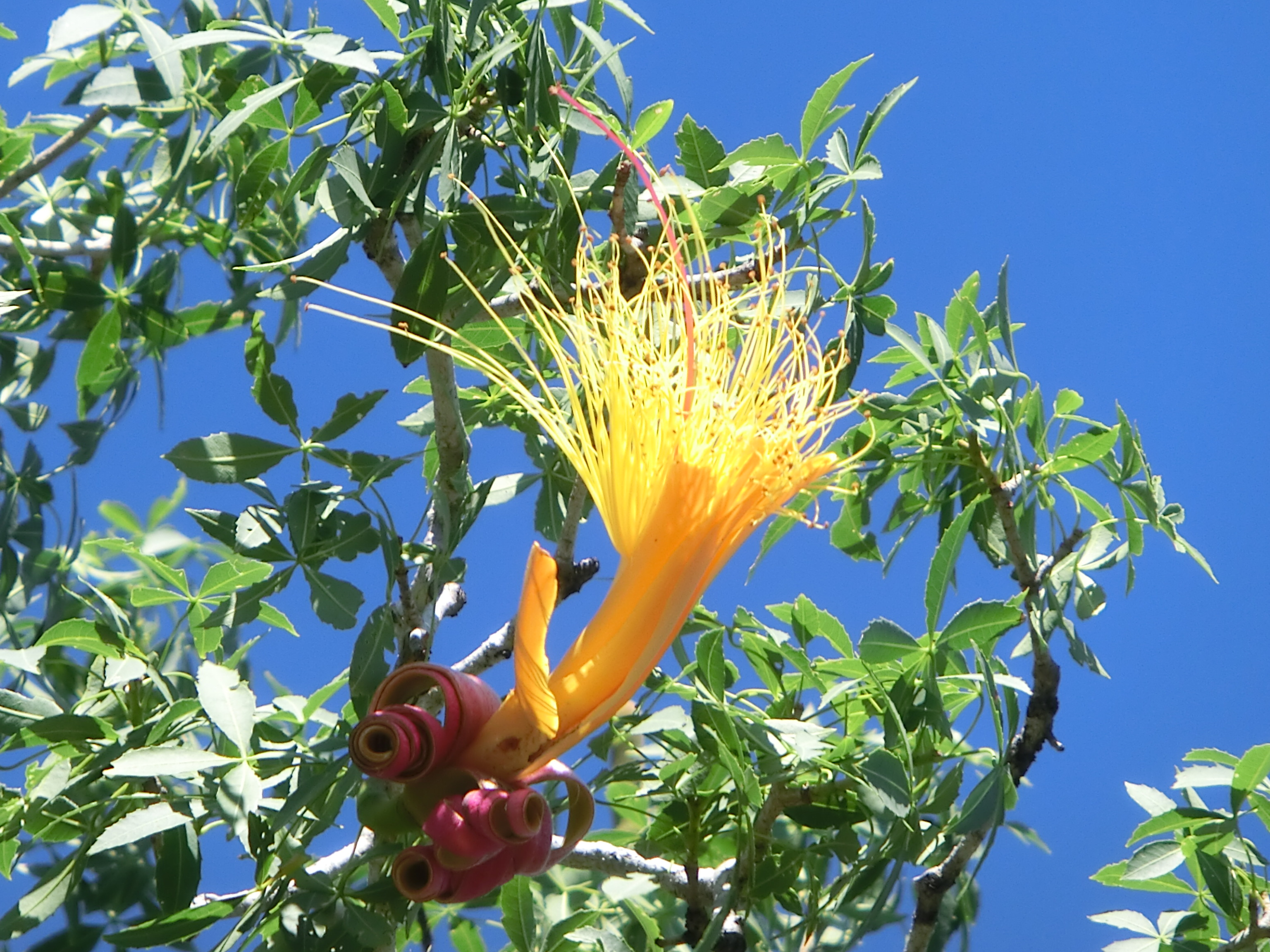
Fiore
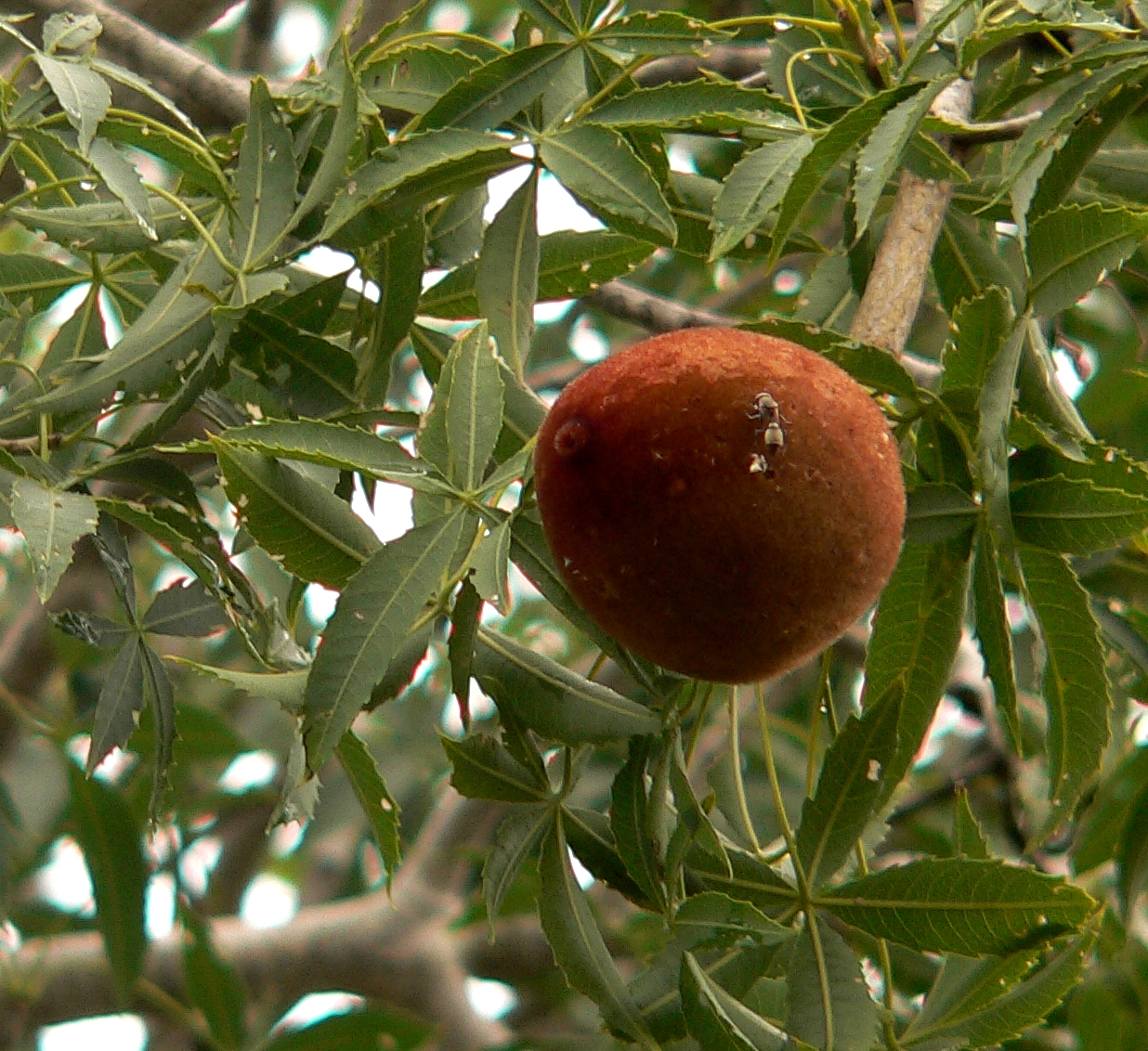
Frutto
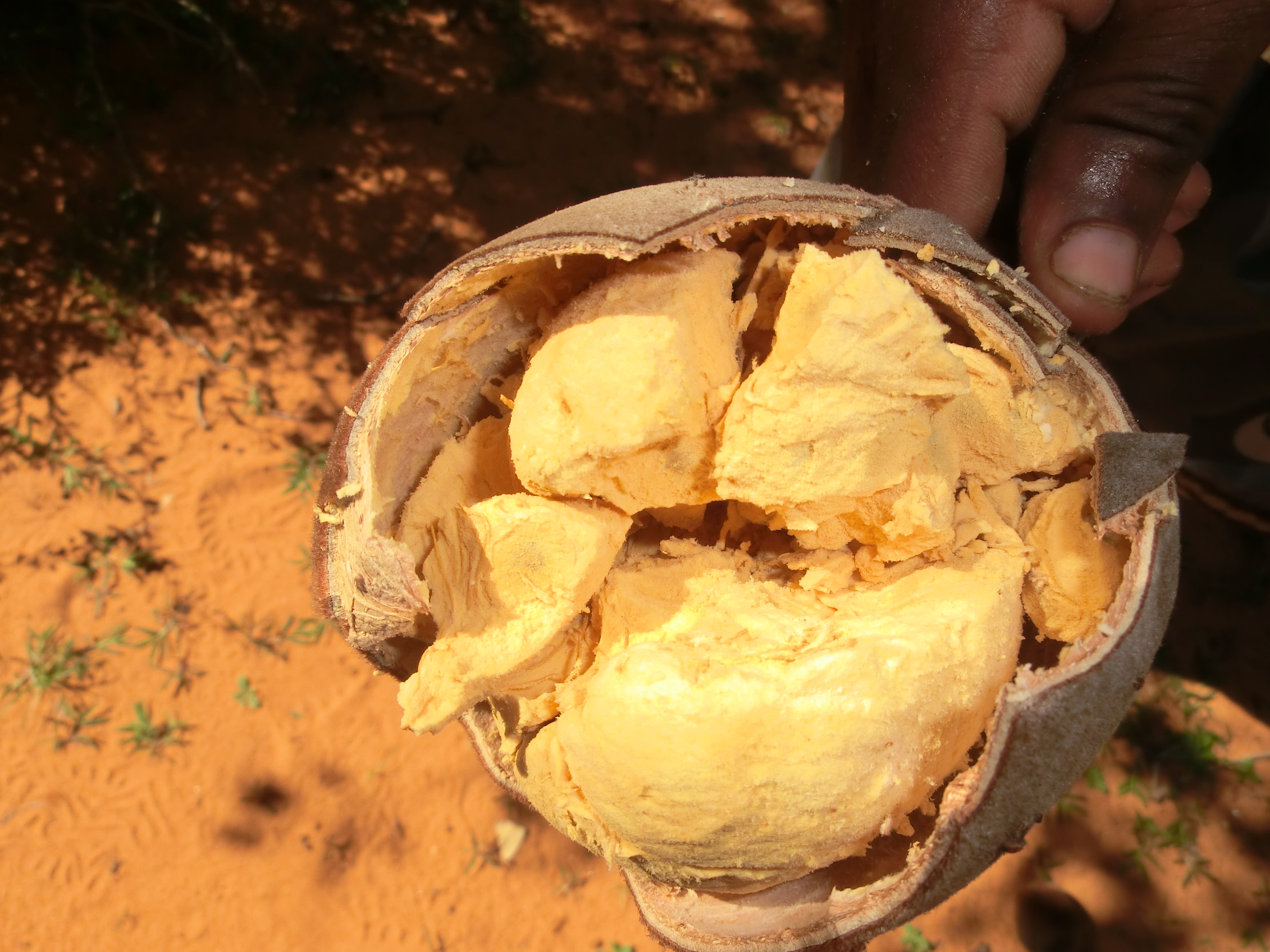
Interno del frutto

## Biologia
Si riproduce per impollinazione zoocora ad opera di farfalle notturne della famiglia Sphingidae.

## Distribuzione e habitat
A. fony è diffusa nella foresta decidua secca e nella foresta spinosa della parte occidentale del Madagascar, da Itampolo a sud-ovest sino a Soalala a nord-ovest.